# Sgùrr nan Coireachan (Corryhully)
Der Sgùrr nan Coireachan ist ein 956 m (3.136 ft) hoher, als Munro und Marilyn eingestufter Berg in Schottland. Sein gälischer Name kann in etwa mit Felsige Spitze der Kare übersetzt werden. Er liegt im Westen der Region Lochaber in einer einsamen Berglandschaft zwischen Loch Arkaig, Loch Morar und Loch Shiel, etwa acht Kilometer nordöstlich von Glenfinnan und rund 20 Kilometer nordwestlich von Fort William. 
Gemeinsam mit dem östlich benachbarten, 963 m (3.159 ft) hohen Sgùrr Thuilm und einigen niedrigeren Vorgipfeln bildet der Sgùrr nan Coireachan ein großes, weitgehend abgeschlossenes Bergmassiv am Nordende des von der Ortschaft Glenfinnan ausgehenden, gleichnamigen Tals. Über einen in etwa hufeisenförmig verlaufenden Grat sind die Gipfel des Massivs verbunden und umschließen zwei ineinander übergehende große Corries, das größere Coire Thollaidh und das kleinere Coire a’ Bheithe. Der Hauptgrat wird daher auch als Corryhully Horseshoe bezeichnet. Am westlichen Ende dieses Grats liegt er durch einen trigonometrischen Punkt gekennzeichnete Gipfel des Sgùrr nan Coireachan und stellt zugleich seinen zweithöchsten Punkt dar. Insgesamt führen drei Grate vom Gipfel nach Westen, Osten und Südosten. Der Hauptgrat des Massivs führt über die aufgrund ihrer geringen Schartenhöhe lediglich als Corbett-Tops eingestuften, mit 826 m (2.710 ft) bzw. 826 m (2.710 ft) fast gleichhohen Zwischengipfel Meall an Tàrmachain und Beinn Gharbh nach Osten zum Sgùrr Thuilm, der als eigenständiger Munro klassifiziert ist. Nach Südosten führt der Hauptgrat zunächst zum 826 m (2.710 ft) hohen Corbett-Top Sgùrr a’ Choire Riabhaich und dann abfallend bis in das Glen Finnan. Im Westen führt ein kurzer Grat bis zu einem Bealach auf etwa 750 m Höhe, an den sich nach Südwesten ein 896 m (2.940 ft) hoher Gipfel anschließt, der ebenfalls den Namen Beinn Gharbh trägt und auch als Corbett-Top eingestuft ist.
Die erste sicher datierte Besteigung des Sgùrr nan Coireachan fand am 18./19. Juli 1746 statt. Charles Edward Stuart, genannt Bonnie Prince Charlie, überquerte das Bergmassiv an diesen Tagen während seiner monatelangen Flucht vor den Regierungstruppen durch die Highlands nach dem gescheiterten letzten Aufstand der Jakobiten und der verlorenen Schlacht bei Culloden. Der Prinz und seine Begleiter wurden allerdings von einem ortskundigen Einheimischen geführt, so dass der Gipfel sehr wahrscheinlich bereits früher von Jägern oder Hirten erreicht worden war.

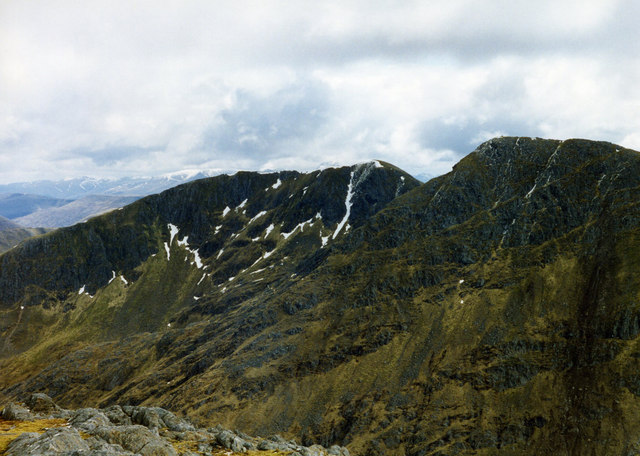
Blick vom östlich liegenden Beinn Gharbh auf den Sgùrr nan Coireachan (rechts) und den Sgùrr a’ Choire Riabhaich (links)
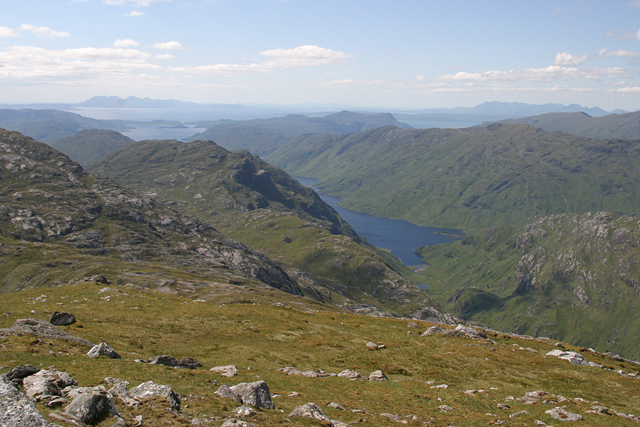
Blick vom Westgrat des Sgùrr nan Coireachan nach Westen auf Loch Morar, am Horizont die Inseln Rùm (links) und Skye (rechts)
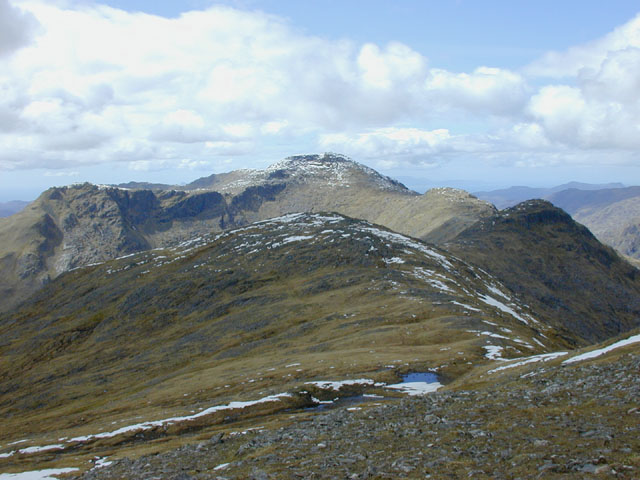
Blick vom Sgùrr Thuilm nach Westen über den Verbindungsgrat mit den Vorgipfeln Beinn Gharbh und Meall an Tàrmachain zum Sgùrr nan Coireachan
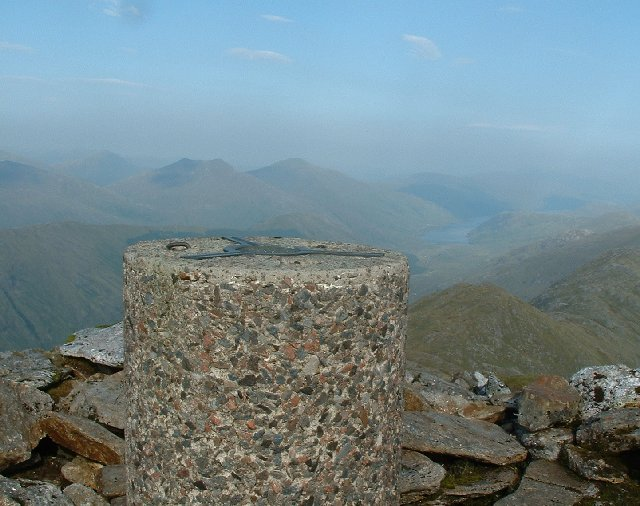
Der trigonometrische Punkt auf dem Gipfel des Sgùrr nan Coireachan, Blick nach Osten, im Hintergrund Loch Arkaig

Üblicher Zugang für eine Besteigung des Sgùrr nan Coireachan ist das Glen Finnan, das vom gleichnamigen Ort nach Norden führt. Ausgangspunkt ist der Parkplatz am Glenfinnan Monument am Nordende von Loch Shiel an der A830. Der Weg führt unter dem Glenfinnan-Viadukt durch in das Tal und an der Bothy von Corryhully vorbei bis zum Beginn des Südostgrats. Über diesen Grat und den Sgùrr a’ Choire Riabhaich führt der Aufstieg zum Gipfel des Sgùrr nan Coireachan. Die meisten Munro-Bagger besteigen beide Munros des Massivs gemeinsam. Der Weiterweg führt über den Grat zum Sgùrr Thuilm und über dessen Südgrat zurück nach Corryhully. In der Gegenrichtung kann diese Tour ebenfalls begangen werden. Aus Richtung Norden kann der Berg über den Nordostgrat des Meall an Tàrmachain und weiter über den Hauptgrat erreicht werden. Ausgangspunkt ist die kleine Ansiedlung Strathan am Ende der Single track road westlich von Loch Arkaig.